# Если дело в твоих руках — я спокоен
«Если дело в твоих руках — я спокоен» (кит. упр. 你办事，我放心) — фраза Мао Цзэдуна, адресованная им Хуа Гофэну 30 апреля 1976 года. Впоследствии она стала правовой основой для утверждения последнего Председателем Центрального комитета Коммунистической партии Китая и фактическим преемником Мао, и широко использовалась им в последующей борьбе за власть с реформаторами как доказательство его притязаний на ведущее положение в КПК.

## История

Картина Ли Яньшэня «Если дело в Ваших руках — я спокоен», изображающая беседующих Мао Цзэдуна (справа) и Хуа Гофэна (слева) (1977)

30 апреля 1976 года Мао Цзэдун, который уже почти не мог говорить из-за болезни, принял с визитом премьер-министра Новой Зеландии Роберта Малдуна. Во встрече принимал участие и новый премьер Государственного совета КНР Хуа Гофэн. После окончания переговоров, Мао попросил Хуа остаться наедине для обсуждения внутриполитических вопросов.
Их разговор проходил без свидетелей и не протоколировался, поэтому до сих пор точно неизвестно, что они обсуждали, однако известно, что Председатель КНР написал три записки и передал их Гофэну. В них говорилось: «В соответствии с предыдущей политикой», «Не волнуйся, не торопись» и «Если дело в твоих руках — я спокоен».
Министр иностранных дел Цяо Гуаньхуа в это время ожидал окончания беседы в Большом зале Дома народных собраний. Когда Хуа Гофэн зашёл туда, он увидел Цяо и передал ему эти три записки. Тот остановился на последней и специально спросил премьера, что Мао подразумевал под фразой «Если дело в твоих руках — я спокоен». Хуа ответил ему, что Мао якобы одобрил кампанию «Критикуем Дэна и выступаем против течения правого уклона, направленного на пересмотр правильных решений» и предложил ему перебросить в Пекин больше консервативных политиков для её осуществления.
9 сентября Мао Цзэдун скончался, что привело к резкому обострению внутрипартийной борьбы в КПК. Хуа Гофэн, заручившись поддержкой министра обороны Е Цзяньиня и возглавляемых его соратником Ван Дунсином Центрального бюро безопасности КПК и Отряда 61889, внезапно арестовал «банду четырёх», претендовавшую на занятие высших руководящих постов в партии, и 7 октября был избран Председателем ЦК КПК и Председателем Военного совета ЦК КПК, став тем самым фактическим главой государства.
24 октября по всему Китаю прошли торжества, посвященные избранию Хуа Гофэна и разгрому «банды четырёх». На церемонии празднования в столице Хуа Гофэн, как верховный руководитель, впервые поднялся на трибуну Ворот Небесного спокойствия, чтобы поприветствовать собравшихся на площади Тяньаньмэнь людей, которые кричали ему: «Успокойтесь, будьте уверены, будьте уверены!». У Дэ, первый секретарь Пекинского горкома КПК и председатель Пекинского революционного комитета, официально заявил: «Наш великий лидер, Председатель Мао, специально написал товарищу Хуа Гофэну: „Если дело в твоих руках — я спокоен“, выразив своё безграничное доверие товарищу Хуа Гофэну».
29 октября «Ежедневная газета НОАК» опубликовала редакционную статью «Товарищ Хуа Гофэн — заслуженный лидер нашей партии», которую впоследствии перепечатали газеты по всей стране. Общий тезис статьи заключался в следующем: «Председатель Мао бесконечно доверял Председателю Хуа, его поддерживает весь народ, Председатель Хуа с мужеством пролетарского революционера разгромил „банду четырёх“, принял решение о строительстве Мемориального зала Председателя Мао, подготовил к изданию пятый том „Избранных сочинений“ Мао Цзэдуна. Хороший ученик и преемник Председателя Мао достоин быть мудрым лидером нашей партии и нашего народа, достоин быть мудрым командующим нашей армией».
В 1976—1977 годах фраза «Если дело в твоих руках — я спокоен» жирным шрифтом публиковалась на первых полосах многих газет, также она фигурировала в пропагандируемом Отделом пропаганды ЦК стихотворении за авторством некоего Ху Гуна «Председатель Мао, не беспокойся, не волнуйся». Художник Ли Яньшэн нарисовал маслом картину «Если дело в твоих руках — я спокоен», изображающую беседующих Мао Цзэдуна и Хуа Гофэна, эта картина также была широко распространена и копии с неё были развешены во многих местах.
Попытки Гофэна, опираясь на авторитет Мао и выдвинутый им принцип «Два абсолюта», продолжить консервативную линию были довольно быстро поколеблены усилившимся реформистским крылом КПК во главе с опальным Дэном Сяопином, к чьей помощи его старый противник Хуа был вынужден прибегнуть во время борьбы с «четвёркой». В 1978 году вернувшийся в столицу из Сычуани Сяопин фактически оттеснил Гофэна от руководства страной, но окончательно тот будет выведен из политики на XII съезде КПК в 1982 году.

## Сомнения в подлинности
Так как беседа Мао с Хуа проходила без свидетелей и без стенограммы, сразу же после начала публичного использования фразы были высказаны подозрения относительно её подлинности. Цяо Гуаньхуа однажды сказал, что озадачен тем, что из трёх записок Мао (которые ему показал Гофэн) была растиражирована только одна. Член «четвёрки» Чжан Чуньцяо заявил, что такой записки вообще не существовало и Хуа её сфабриковал, чтобы укрепить свои позиции в борьбе за власть. Этой же версии придерживалась советская антимаоистская пропаганда. Соратница Чжана по «банде четырёх», бывшая жена Мао Цзэдуна Цзян Цин утверждала на суде 3 декабря 1980 года, что текст записки звучал по-иному: «Если дело в твоих руках — я спокоен, если есть проблема — пожалуйста, найди Цзян Цин».
Кроме того, по словам секретаря Мао Цзэдуна Чжан Юйфэн, в начале мая 1976 года, когда Хуа Гофэн доложил Мао Цзэдуну: «У меня недостаточно власти, заседания Политбюро слишком шумные, чтобы достичь консенсуса, и даже решение об импорте 50 тыс. тонн сахара затянулось на месяц споров!», Мао ответил ему: «Идите медленно, не волнуйтесь!». После разгрома «четвёрки», Ван Дунсин встретился с Юйфэн и попросил её «серьёзно вспомнить об этом» и рассказать, мог ли Председатель написать Хуа Гофэну три записки с указаниями, заявив, что это «серьёзный политический вопрос и проверка её политической позиции». Юйфэн подтвердила ему, что Мао действительно высказывал нечто подобное Гофэну, однако в своих воспоминаниях она написала, что с 10 апреля 1976 года (то есть за 20 дней до появления записок) Мао Цзэдун из-за болезни уже не мог писать пером.